# كيم بونغ وان
كيم بونغ وان مواليد 4 يوليو 1939 في كوريا الشمالية، هو لاعب كرة قدم كوري شمالي كان يلعب في مركز الهجوم. مثّل منتخب كوريا الشمالية لكرة القدم. سبق له أن لعب في كأس العالم لكرة القدم مع منتخب بلاده في مونديال عام 1966م.

## روابط خارجية
- كيم بونغ وان على موقع الاتحاد الدولي (مؤرشف)  (الإنجليزية)
- كيم بونغ وان على موقع قاعدة بيانات كرة القدم.إي يو (الإنجليزية)
- كيم بونغ وان على موقع ناشيونال فوتبول تيمز (الإنجليزية)
- كيم بونغ وان على موقع Soccerway.com (الإنجليزية)
- كيم بونغ وان على موقع عالم كرة القدم.نت (الإنجليزية)